# Цілинна ділянка (околиця сіл Новогригорівка і Новоіванівка)
Цілинна ділянка — ботанічний заказник місцевого значення. Об'єкт розташований на території Гуляйпільського району Запорізької області, околиця села Новогригорівка і села Новоіванівка.
Площа — 8 га, статус отриманий у 1980 році.
Статус надано з метою охорони місць зростання лікарських рослин. Охороняється цілинна ділянка навколо присадибного фонду, дк зростають пижмо та деревій.